# Edwin Melly
Edwin Kiplagat Melly (ur. 6 lipca 1995) – kenijski lekkoatleta specjalizujący się w biegach średnich.
W 2012 został brązowym medalistą mistrzostw świata juniorów w biegu na 800 metrów. 
Rekord życiowy: bieg na 800 metrów – 1:43,81 (9 września 2012, Rieti) rekord Kenii juniorów młodszych. 

## Osiągnięcia
| Rok  | Impreza                     | Miejsce   | Konkurencja   | Pozycja    | Wynik   |
| ---- | --------------------------- | --------- | ------------- | ---------- | ------- |
| 2012 | Mistrzostwa świata juniorów | Barcelona | bieg na 800 m | 3. miejsce | 1:44,79 |